# Вігунт Ольгердович

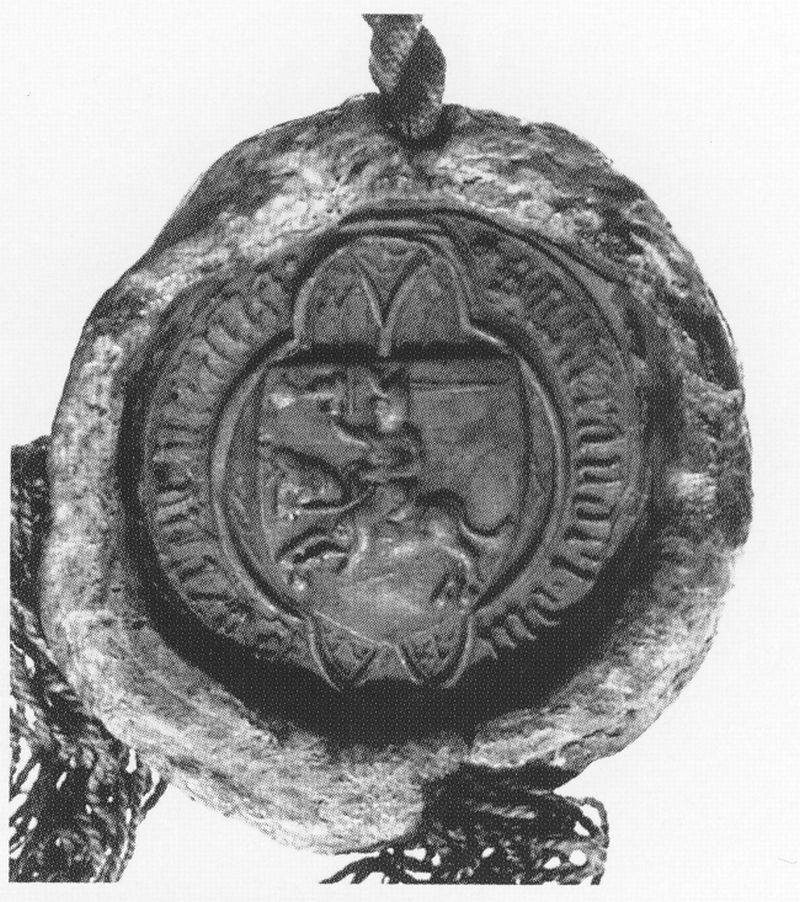
Печатка, 1388

Вігунт (також Вігант, Вігунд, Вігальт, у православ'ї — Федір, в католицтві — Олександр; бл. 1372 — 28 червня 1392, Вільно) — литовський князь з династії Гедиміновичів, князь керновський. Син великого князя литовського Ольгерда та Уляни Тверської, брат польського короля Владислава ІІ Ягайла.

## Біографія
Вперше на сторінках джерел з'являється у 1386 році. 15 лютого цього року Вігунт разом зі своїм старшим братом, Ягайлом хрестився в католицизм у краківській катедрі та отримав ім'я Олександр, ймовірно в пам'ять діда по матері, тверського князя, Олександра Михайловича.
Вже в липні того ж 1386 року Ягайло заручив Вігунта з польською княжною Ядвігою, дочкою Владислава Опольчика, колишнього князя галицького та володаря Русі. Шлюб, однак, був тимчасово відкладений з огляду на юний вік молодят. Між літом 1386 року та лютим 1387 отримав від Ягайла у володіння Керновське князівство. 3 травня 1388 склав присягу на вірність Ягайлу та Польському королівству як керновський князь. У січні 1390 року ймовірно відбувся шлюб Вігунта-Олександра з Ядвігою Опольською. Як посаг Владислав Опольчик передав молодому князю Іновроцлавську, Бидгощську та Тучновську волості, які Вігунт отримав у володіння в травні 1390 року.
Наприкінці 1391 року, в розпал громадянської війни у Великому князівстві Литовському між Вітовтом та Скиргайлом, отримав в управління від Ягайла Вільно, та фактично став другим після Скиргайла королівським намісником у Литовсько-Руській державі. Однак вже 28 червня 1392 року у Вільні молодий князь був отруєний, ймовірно, за наказом або зі згоди Вітовта. Смерть вже другого Ольгердовича у війні змусила Ягайла та Скиргайла піти на переговори з Вітовтом в ході яких було укладено Острівську угоду та завершено кровопролитну громадянську війну.
Вігунт-Олександр був похований у Вільно, в кафедральному соборі святих Станіслава та Владислава поруч з братом Коригайлом-Казимиром. Про подальшу долю його дружини, Ядвіги, та їхніх спільних дітей нічого не відомо.